# Antonio Jerocades
Antonio Jerocades (Parghelia, 1º settembre 1738 – Tropea, 25 novembre 1803) è stato un abate, patriota e poeta italiano.

## Biografia
Destinato dai genitori alla carriera ecclesiastica, studiò nel seminario di Tropea. Si distinse per la sua precoce abilità nel comporre versi ispirati, come ha ricordato Benedetto Croce, all'opera del Metastasio. Nel 1759 aprì una scuola privata nel paese natale. In questo periodo scrisse il Saggio dell'umano sapere, di stampo illuministico, che verrà successivamente pubblicato a Napoli, e un componimento drammatico, La partenza delle Muse, edito nel 1765 a Messina.
Nel 1765 si trasferì a Napoli. Dietro raccomandazione di Antonio Genovesi, col quale era entrato in corrispondenza, venne assunto al "Collegio Tuziano" di Sora come maestro d'ideologia. Qui Jerocades compose anche delle opere teatrali, in cui emergevano le sue idee democratiche, indotte dalla frequentazioni degli ambienti massonici napoletani. Secondo il clero sorano, tuttavia, quelle opere non si attagliavano ai giovani del collegio, tant'è che prima della rappresentazione del dramma Il ritorno di Ulisse (fissata per il Carnevale del 1770), che conteneva alcuni intermezzi ridicoli e di stampo anticlericale, in particolare il Pulcinella da Quacquero, il vescovo di Sora emise un editto di censura: ne seguì un processo per eresia e sedizione, con la reclusione dell'intellettuale nel carcere vescovile. Scarcerato dopo sette mesi, nel 1771 lasciò Sora per tornare a Napoli, dove divenne popolare come poeta improvvisatore. Nel 1775, invece, fu in Calabria: qui si dedicò alla composizione delle raccolte Quaresimale poetico e La lira focense, testimonianza di quello che Piromalli ha definito «illuminismo massonico».
Di nuovo a Napoli, ottenne prima la cattedra di filologia (1791) e poi quella di economia e commercio (1793) all'Università di Napoli. In questo periodo fondò, insieme a Carlo Lauberg, la Società Patriottica Napoletana, coagulo dei principali esponenti del giacobinismo e dell'anti - giurisdizionalismo partenopeo (ovvero che miravano a costituire una repubblica e a limitare l'ingerenza della Chiesa nelle questioni politiche), cosa che determinò la sua incarcerazione a Castel dell'Ovo e il processo, nel 1795, per apostasia, ma riebbe presto la libertà, avendo deciso di ritrattare. Anche per il conflitto interiore causato da una siffatta scelta, nel 1799 sostenne attivamente le idee rivoluzionarie, che però, in seguito alla breve esperienza della Repubblica Napoletana, gli costarono nuovamente il carcere, e quindi l'esilio a Marsiglia.
Ritornato a Napoli nel 1801, grazie all'amnistia prevista dalla pace di Firenze, Jerocades compose l'elogio di suo padre Andrea e di suo fratello Vincenzo, motivo che indusse a farlo rinchiudere nel convento dei Liguorini di Tropea, ove morì.

## Opere principali
- Esercizii spirituali in compendio ossia il filosofo in solitudine, Napoli, s. d. (manoscritto contenuto nella Biblioteca della Società napoletana di storia patria di Napoli)
- Il Paolo, o sia l'umanità liberata poema d'Antonio Jerocades, Napoli: presso Giuseppe Maria Porcelli, 1783
- Inni di Orfeo esposti in versi volgari, Napoli, dopo il 1785
- La gigantomachia, ovvero La disfatta de' giganti, Napoli: s. n., 1791
- La lira focense, Napoli: si vende da Gennaro Fonzo, strada Forcella n. 20, 1784
- Olinto e Sofronia, dramma di Antonio Jerocades, s. n., dedic. 1777
- Orazione per l'apertura della Scuola di Economia e Commercio, Napoli: s. n., 1793
- Orazione recitata ne' funerali solenni di Marcello Accorinti morto in Messina nel terremoto de' 5 febraio (sic) dell'anno 1783, Napoli, 1783
- Phaedrus, Esopo alla moda, ovvero delle fauole di Fedro, Parafrasi Italiana di Antonio Jerocades, In Napoli: presso il Porsile, 1779
- Quintus Horatius Flaccus, Le odi di Q. Orazio Flacco esposte in versi volgari da Antonio Jerocades, Napoli, [1787]
- Pindarus, Le odi di Pindaro tradotte ed esposte in versi volgari da Antonio Jerocades, Napoli: presso Nicola Russo, 1790